# Fedorovbreen
Der Fedorovbreen (norwegisch, russisch Ледник Фёдорова Lednik Fjodorowa) ist ein vergletschertes Gebiet im ostantarktischen Königin-Maud-Land. In der Maudheimvidda reicht es vom Amundsenisen bis zur Penck-Mulde.
Wissenschaftler des Norwegischen Polarinstituts benannten ihn 1991 nach dem russischen Forschungsschiff Akademik Fjodorow.